# Operation FB
Die Operation FB war ein maritimes Unternehmen der Alliierten im Zweiten Weltkrieg zur Lieferung von kriegswichtigen Gütern in die Sowjetunion. Entgegen den vorherigen Lieferungen, die in Nordmeergeleitzügen organisiert waren, fuhren von November 1942 bis Januar 1943 einzelne Frachtschiffe als Alleinfahrer die Route vom isländischen Reykjavík in das sowjetische Murmansk und Archangelsk. Insgesamt verloren die Alliierten acht Frachter mit 46.874 BRT, während auf deutscher Seite ein U-Boot sank.

## Ausgangslage
Nachdem die vorherigen Geleitzüge PQ 17, PQ 18 und QP 14 schwere Verluste erlitten hatten, wollten die Briten die Lieferungen über die Nordmeergeleitzugsroute einstellen. Außerdem standen wegen der anlaufenden Operation Torch keine großen Kriegsschiffe zur Deckung der Geleitzüge zur Verfügung. In dieser Situation entschlossen sich die Briten, auch auf sowjetisches Drängen hin, Frachtschiffe als Einzelfahrer die gefährliche Route fahren zu lassen.

## Verlauf

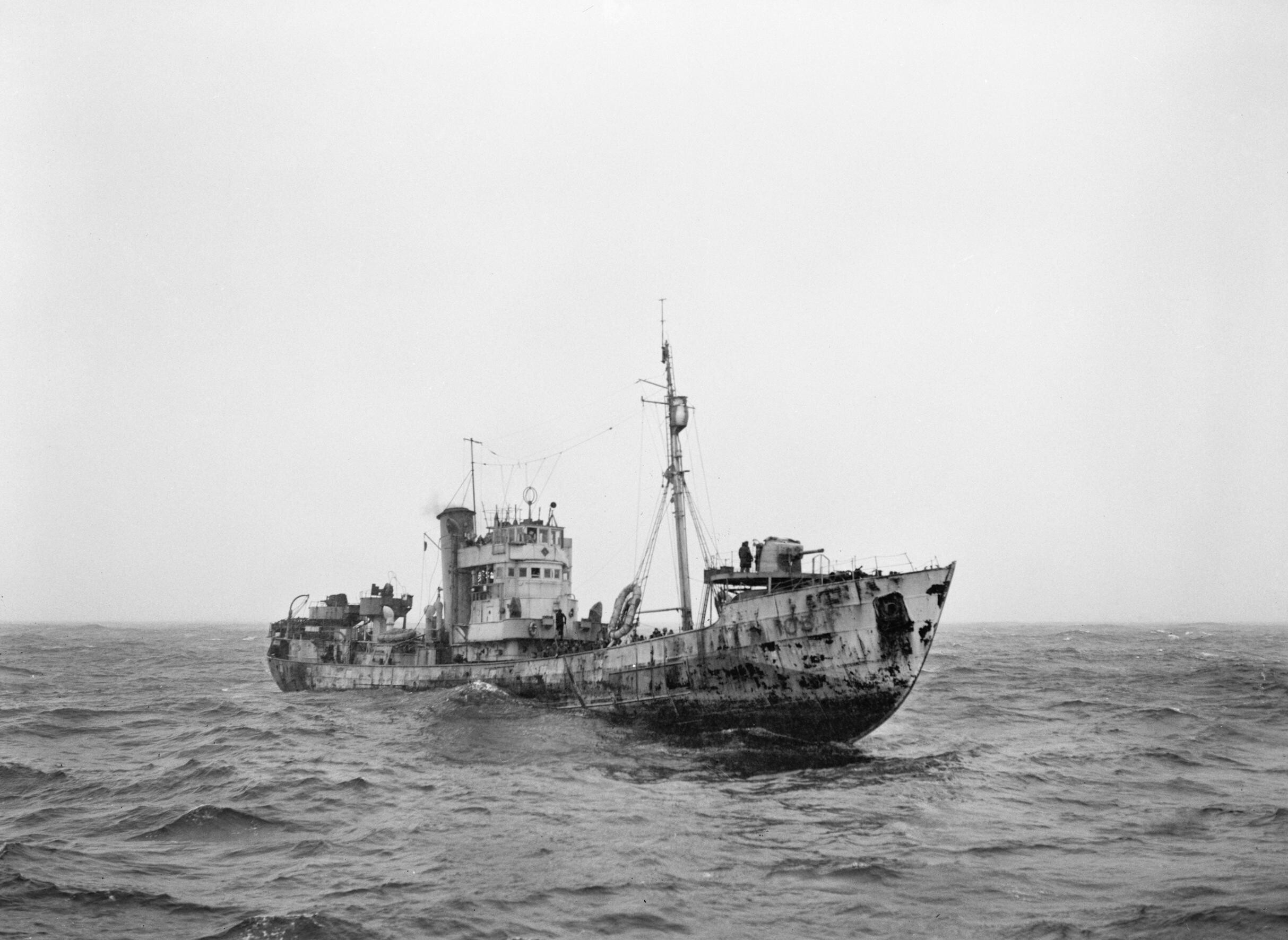
U-Jagd-Trawler HMS Northern Pride....

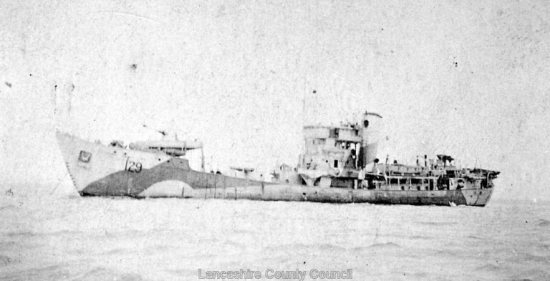
....und Northern Spray

Ab 29. Oktober liefen aus Reykjavík (Lage) 13 Frachtschiffe mit jeweils 200 Seemeilen Abstand in Richtung Osten. In Gegenrichtung fuhren von Murmansk (Lage) aus, 23 Einzelfahrer in Richtung Westen. Um den Schiffen wenigstens minimalen Schutz zu bieten, wurden entlang der Route die U-Jagd-Trawler HMS Cape Palliser, HMS Northern Pride, HMS Northern Spray, HMS St. Elstan, HMS Cape Argona, HMS Cape Mariano und HMS St. Kennan aufgestellt. Am 2. November erfasste U 586 die Empire Gilbert (6640 BRT) und versenkte sie. Am 4. November stellten Flugzeuge der Küstenfliegergruppe 406 die ersten Einzelfahrer fest. Daraufhin flog die I. Gruppe/Kampfgeschwader 30 ihren ersten Angriff und versenkte die Dekabrist (7363 BRT). Die II./KG 30 beschädigte zwei Frachter, von denen die William Clark (7176 BRT) durch U 354 endgültig versenkt und die Chulmleigh (5445 BRT) nach einem weiteren Bombentreffer am 5. November in Spitzbergen auf Grund gesetzt wurde. Am 16. November zerstörte U 625 sie endgültig mit einem Torpedo. Am 6. November versenkte eine Catalina nördlich von Island U 408. Nachdem sich herausgestellt hatte, dass die Frachter als Einzelfahrer operierten, setzte die Kriegsmarine auch den Schweren Kreuzer Admiral Hipper mit der 5. Zerstörerflottille mit Z 27, Z 30, Friedrich Eckoldt und Richard Beitzen ein. Dabei erfasste das Bordflugzeug der Hipper am 7. November den ostwärts fahrenden Tanker Donbas, der anschließend durch Z 27 versenkt wurde.
| Name               | Typ      | Flagge                 | Vermessung in BRT | Verbleib                                                                                            |
| ------------------ | -------- | ---------------------- | ----------------- | --------------------------------------------------------------------------------------------------- |
| Aldan              | Frachter | Sowjetunion            | 2161              | |
| Andre Marti        | Frachter | Sowjetunion            | 2352              | |
| Aserbaidschan      | Frachter | Sowjetunion            | 6114              | |
| Briarwood          | Frachter | Vereinigtes Königreich | 4019              | kehrte nach Island zurück                                                                           |
| Bureja             | Frachter | Sowjetunion            | 273               | |
| Tschernyschewski   | Frachter | Sowjetunion            | 3588              | |
| Chulmleigh         | Frachter | Vereinigtes Königreich | 5445              | am 4. November durch II./KG 30 beschädigt und auf Grund gesetzt, am 16. November von U 625 zerstört |
| Daldorch           | Frachter | Vereinigtes Königreich | 5571              | kehrte nach Island zurück                                                                           |
| Dekabrist          | Frachter | Sowjetunion            | 7363              | am 4. November durch I./KG 30 versenkt                                                              |
| Donbass            | Tanker   | Sowjetunion            | 7925              | am 7. November von Z 27 versenkt (Lage)                                                             |
| Dwina              | Frachter | Sowjetunion            | 1773              | |
| Empire Galliard    | Frachter | Vereinigtes Königreich | 7200              | |
| Empire Gilbert     | Frachter | Vereinigtes Königreich | 6640              | am 2. November von U 586 versenkt (Lage)                                                            |
| Empire Scott       | Frachter | Vereinigtes Königreich | 6640              | |
| Empire Sky         | Frachter | Vereinigtes Königreich | 7455              | am 6. November von U 625 versenkt (Lage)                                                            |
| Hugh Williamson    | Frachter | Vereinigte Staaten     | 7177              | |
| John H. B. Latrobe | Frachter | Vereinigte Staaten     | 7191              | kehrte nach Island zurück                                                                           |
| John Walker        | Frachter | Vereinigte Staaten     | 7191              | |
| Kara               | Frachter | Sowjetunion            | 2325              | |
| Komsomolez Artiki  | Frachter | Sowjetunion            | 3450              | |
| Krasnyj Partisan   | Frachter | Sowjetunion            | 2418              | am 26. Januar von U 255 versenkt (Lage)                                                             |
| Kusbass            | Frachter | Sowjetunion            | 3109              | |
| Leonid Krasin      | Frachter | Sowjetunion            | 1840              | |
| Mossowjet          | Frachter | Sowjetunion            | 2981              | |
| Msta               | Frachter | Sowjetunion            | 1984              | |
| Ob                 | Frachter | Sowjetunion            | 2198              | |
| Ochta              | Frachter | Sowjetunion            | 1357              | |
| Osmussaar          | Frachter | Sowjetunion            | 2229              | |
| Sakko              | Frachter | Sowjetunion            | 2363              | |
| Scheksna           | Frachter | Sowjetunion            | 2242              | |
| Schilka            | Frachter | Sowjetunion            | 1388              | |
| Soroka             | Frachter | Sowjetunion            | 1718              | |
| Ufa                | Frachter | Sowjetunion            | 1892              | am 29. Januar von U 255 versenkt (Lage)                                                             |
| Urizki             | Frachter | Sowjetunion            | 2336              | |
| Vanzetti           | Frachter | Sowjetunion            | 2363              | |
| Wetluga            | Frachter | Sowjetunion            | 1717              | |
| William Clark      | Frachter | Vereinigte Staaten     | 7176              | am 4. November von U 354 versenkt (Lage)                                                            |

## Fazit
Von den 14 alliierten Schiffen, die ostwärts liefen, versenkten die Deutschen sieben mit 38.949 BRT. Drei weitere mussten aus unterschiedlichen Gründen umkehren. Von den 23 westwärts fahrenden Einzelfahrern wurde lediglich ein Tanker mit 7925 BRT versenkt. Insgesamt gingen acht von 37 Frachtern mit 46.874 BRT verloren. In der Folge kehrte man zum Verfahren der Geleitzüge zurück.